# Mike Matusow
Mike Matusow (Los Angeles, 30 april 1968) is een professionele pokerspeler uit de Verenigde Staten. Hij won onder meer het $3.500 No Limit Hold'em-toernooi van de World Series of Poker 1999, het $5.000 Omaha Hi/Lo Split-toernooi van de World Series of Poker 2002 en het $5.000 No Limit Deuce to Seven Draw-toernooi van de World Series of Poker 2008.
Matusow verdiende tot en met juni 2015 meer dan $9.000.000,- in pokertoernooien (cashgames niet meegerekend). Hij draagt de bijnaam The Mouth omdat hij doorgaans een luidruchtige aanwezigheid is aan de pokertafel, zij het kletsend, grappen makend, dan wel klagend.

## Wapenfeiten

### World Series of Poker
Matusow begon in 1996 met het winnen van geldprijzen op professionele pokertoernooien. Een jaar later nam hij voor het eerste deel aan de World Series of Poker (WSOP). Daarop liep hij zijn eerste WSOP-titel net mis door tweede te worden in het  $ 2,000 Omaha 8 or Better-toernooi, achter Scotty Nguyen. Het was het begin van een reeks die op de World Series of Poker 2011 bij Matusows dertigste cash in een WSOP-toernooi belandde.
Matusow schaarde zich tijdens zijn deelnames bij een select groepje pokerspelers met meerdere WSOP-titels achter hun naam. Hij had daarbij kansen om zijn persoonlijke aantal WSOP-zeges nog verder te vergroten. Zo werd hij niet alleen tweede tegen Nguyen tijdens zijn eerste deelname, maar ook een keer derde op een WSOP-toernooi in 2003 en vijfde op WSOP-onderdelen in zowel 1999, 2004 als 2008. Van Matusows eerste 23  cashes op een toernooi van de WSOP won hij er dertien aan een finaletafel. Twee daarvan waren die van het Main Event van dat jaar, op de World Series of Poker 2001 (Matusow werd zesde, goed voor $239.765,-) en de World Series of Poker 2005 (Matusow werd negende, goed voor $1.000.000,-).

### World Poker Tour
Matusow behoorde voor het eerst tot de prijswinnaars op de World Poker Tour (WPT) toen hij in april 2004 vijftiende werd op $ 25.000 No Limit Hold'em Championship Final Day van de Bellagio Five-Star World Poker Classic in Las Vegas (goed voor $83.165,-). Vijf maanden later haalde hij voor het eerst een WPT-finaletafel. Hij eindigde toen op de $6.000 No Limit Hold'em Final Day van de Ultimatebet.com Poker Classic 2004 in Palm Beach als nummer drie (waarmee hij $250.000,- won). Matusow kwam nog dichter bij het winnen van zijn eerste WPT-titelop het $10.000 No Limit Hold'em-toernooi van de Bellagio Cup III 2007 in Las Vegas. Zijn landgenoot Kevin Saul veroordeelde hem daarop tot de tweede plaats (en $671.320,-). Op het $9.500 WPT Shooting Star Champinoship - No Limit Hold'em van Bay 101 Shooting Stars in San Jose eindigde Matusow in maart 2011 opnieuw op de derde plaats, wat tegelijk goed voor zijn tiende prijsbedrag op een WPT-toernooi was (ditmaal $369.800,-).
Buiten Matusows tien cashes op WPT-toernooien werd The Mouth op basis van zijn naam en faam in februari 2006 uitgenodigd om mee te doen aan een door de WPT georganiseerd invitatietoernooi voor zes spelers, het zogenaamde WPT Bad Boys of Poker II-evenement in Los Angeles. Hij eindigde als tweede achter Tony G, voor Phil Hellmuth, Jean-Robert Bellande, Men Nguyen en Gus Hansen.

### Titels
Matusow won ook verschillende toernooien die niet tot de titelevenementen van de WSOP of WPT behoren, zoals:
- het $500 Omaha Hi/Lo-toernooi van Carnivale of Poker III 2000 in Las Vegas ($49.275,-)
- het $1.000 No Limit Hold'em-toernooi van het United States Poker Championship 2000 in Atlantic City ($46.800,-)
- het No Limit Hold'em-toernooi van het WSOP Tournament of Champions 2005 in Las Vegas ($1.000.000,-)
- het Poker Superstars III Championship van het Poker Superstars Invitational Tournament Season 3 in Las Vegas ($500.000,-)
- de $20.000 - Close but no Cigar-week van Poker After Dark V 2008 in Las Vegas ($120.000,-)
- het $1.000 No Limit Hold'em - Championship van de Florida State Poker Championships 2010 in Pompano Beach ($103.820,-)

## WSOP-titels
| Jaar                       | Event                                          | Prijs      |
| -------------------------- | ---------------------------------------------- | ---------- |
| World Series of Poker 1999 | $3.500 No Limit Hold 'em                       | $265.475,- |
| World Series of Poker 2002 | $5.000 Omaha Hi-Lo Split                       | $148.520,- |
| World Series of Poker 2008 | $5.000 No Limit 2-7 Draw Lowball met Rebuys    | $537.862,- |
| World Series of Poker 2013 | $5.000 Seven Card Stud Hi-Lo Split 8 or Better | $266.503,- |

## Trivia
- Matusow speelt vanaf het tweede seizoen in het tv-programma High Stakes Poker.